# Normania triphylla
Espèce
Normania triphylla (Lowe) Lowe est une espèce de plante herbacée de la famille des solanacées. Elle est si rare qu'elle n'a pas de nom usuel. Son genre, Normania Lowe (syn. Solanum L. subg. Potatoe (G. Don) D'Arcy sect. Normania (Lowe) Bitter) (Solanaceae: Solaneae), est distinct de Solanum L., et contient deux espèces considérées comme disparues depuis la fin du XIXe siècle ou le début du XXe siècle : Normania triphylla, et Normania nava (Webb & Berthel.) Franc.-Ort. & R. N. Lester, endémique de Tenerife et de Grande Canarie ; cette dernière a également été redécouverte sur deux sites à Tenerife en 1973 et 1982.

## Description
Elle mesure environ 1 m de haut, avec des fleurs violettes de forme typique des Solanacées et des fruits globuleux rouges. 

## Répartition, habitat
Son aire de répartition est limitée à Madère. Son habitat est situé uniquement entre 600 et 800 m d'altitude dans la laurisylve, forêt subtropicale humide typique de Madère, des Açores et des Canaries ; mais au sein de cet habitat elle ne se développe que dans les petites clairières ménagées par les tempêtes ou  les feux.

## Conservation
On la croyait disparue au début du XXe siècle, à cause de la concurrence d'autres plantes pionnières importées. Cependant quelques plants sont découverts par le père Nobrega à Madère en 1995. Ce dernier en fait part au Conservatoire Botanique National de Brest, spécialisé dans le sauvetage des plantes en voie de disparition. Un programme de conservation est lancé avec un partenariat entre ce conservatoire, l'université de Madère, le Jardin Botanique de Funchal (capitale de l'ile), et l'institut Klorane. Une première tentative de réintroduction en 1998, avec des milliers de graines et des dizaines de plantes vivantes, est un échec : N. triphylla ne supporte pas le climat méditerranéen trop sec des côtes de son île. Le deuxième essai a lieu en 2009 quand le Conservatoire Botanique National de Brest renvoie 15 000 graines pour être cultivées dans des pépinières créées au sein de la laurisylve. Les premières graines obtenues de ces plants en 2010 sont ensuite semées en espaces ouverts où les plantes sont protégées de la concurrence d'autres végétaux, avec un suivi constant prévu sur trois ans, et en impliquant les locaux, notamment des scolaires.
Les deux espèces de Normania ont la plus grande priorité de conservation dans la région de Macaronésie. 